# Instituto Nacional da Propriedade Industrial (Portugal)

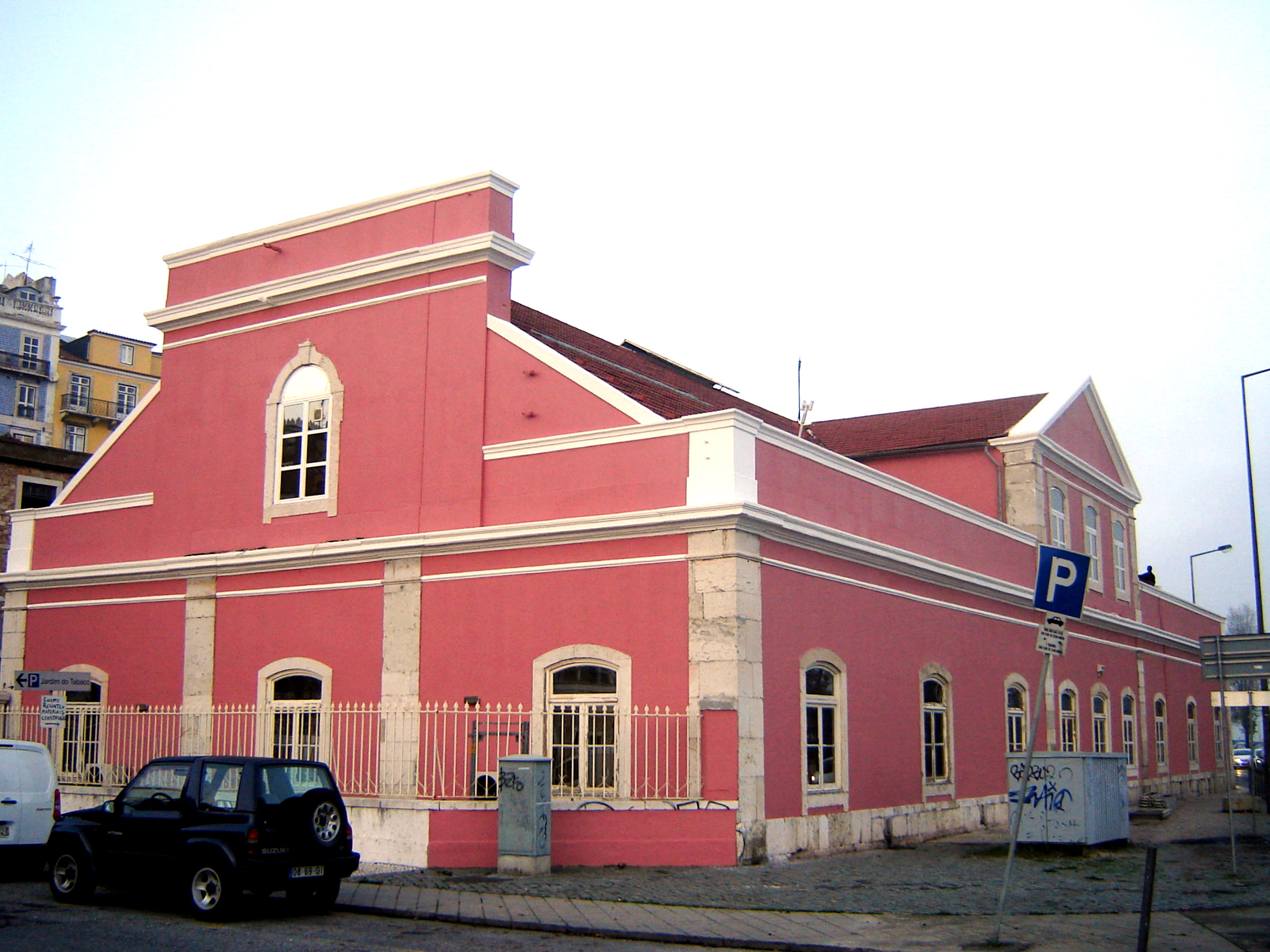
Edifício Cais de Santarém em Lisboa.

O Instituto Nacional da Propriedade Industrial, I. P. (INPI, I. P. ou simplesmente INPI) é o organismo público responsável pelo registo e concessão de marcas, patentes e desenhos ou modelos em Portugal.

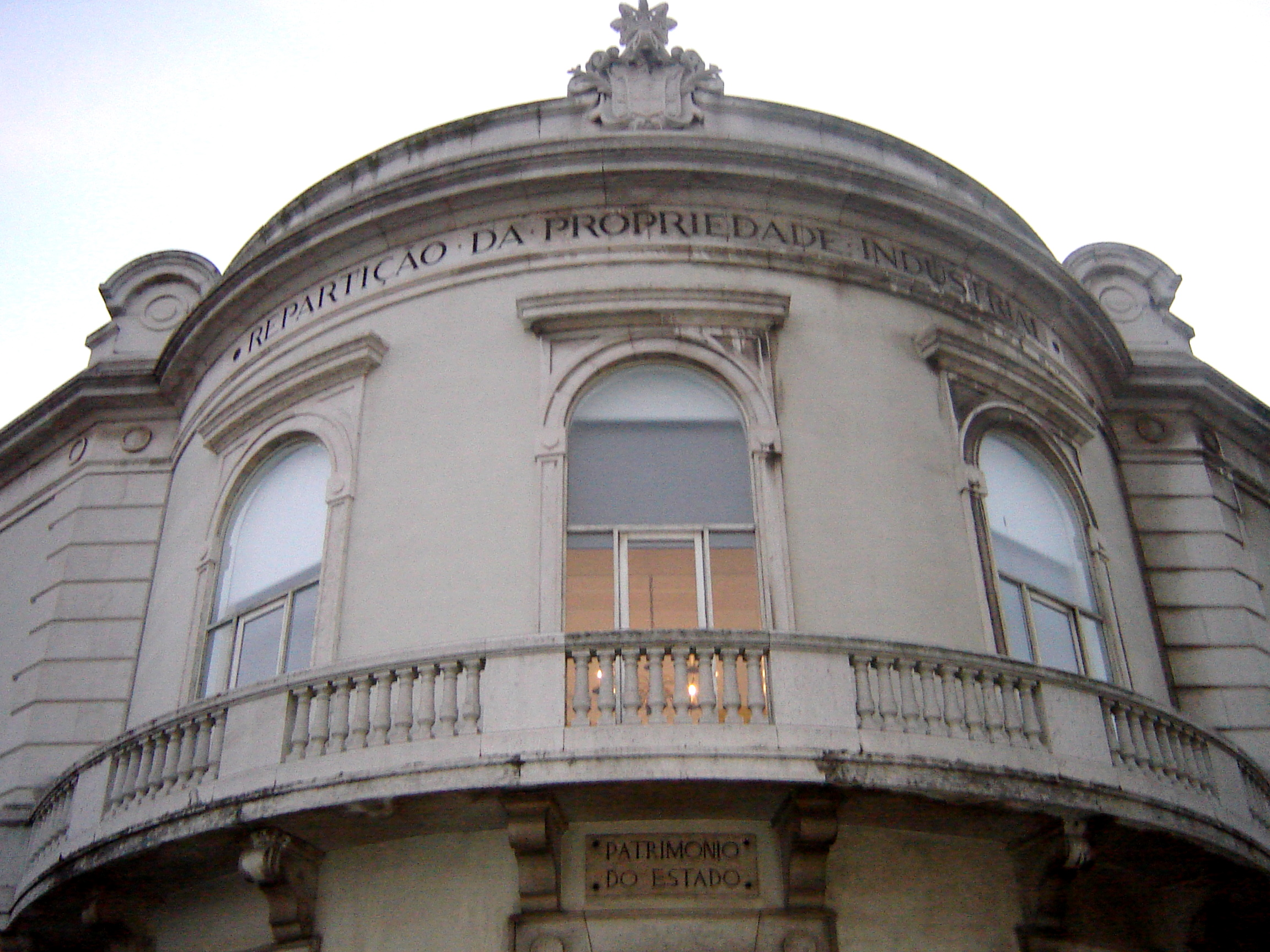
Edifício principal do INPI em Lisboa.

É um instituto público integrado na administração indireta do Estado, dotado de personalidade jurídica com autonomia administrativa, financeira e património próprio, executando atividade prosseguindo as atribuições do Ministério da Justiça, sob a superintendência do respetivo ministro (Decreto-Lei nº 132/2007, de 27 de Abril).

## História
O INPI - Instituto Nacional da Propriedade Industrial foi criado em 1976, e visava instituir um organismo mais eficaz e eficiente, que privilegiasse a qualidade de serviço público e as parcerias com as empresas, apoiando um esforço competitivo suportado na inovação.
O INPI foi criado no âmbito do Ministério do Comércio Externo em 28 de Julho de 1976, através do Decreto-Lei nº 632, por reforma da antiga Repartição da Propriedade Industrial.
No presente momento assume a forma de Instituto Público Autónomo, dotado de personalidade jurídica com autonomia administrativa, financeira e património próprio, executando a sua atividade sob a superintendência e tutela do Ministro da Justiça, no que se refere à definição das políticas específicas da propriedade industrial bem como do acompanhamento da sua execução.

## Organização
A estrutura orgânica do INPI, de acordo com o enquadramento jurídico em que se insere e o modelo funcional existente, é composta por três órgãos:
- Conselho Directivo
- Conselho Consultivo
- Fiscal Único

O primeiro é constituído por um Presidente e por dois vogais, nomeados e exonerados por resolução do Conselho de Ministros, sob proposta do Ministro da Justiça e compete-lhe orientar, dirigir e coordenar as atividades e os serviços do INPI, de modo a assegurar a realização do seu objeto estatutário e o cumprimentos do Plano de Atividades e orçamentos anuais.
O segundo é presidido pelo Presidente do Conselho Diretivo do INPI e é constituído pelos membros do Conselho Diretivo e por três personalidades de reconhecido mérito na vida económica, científica e tecnológica do País, designadamente em matéria de Propriedade Industrial e afins.
Para além de outras competências, cabe-lhe apresentar o relatório e contas, o plano de atividades e o orçamento anuais; pronunciar-se sobre quaisquer assuntos que lhe forem submetidos pelo Conselho Directivo.
Finalmente, ao Fiscal Único compete, entre outras tarefas, acompanhar e controlar a gestão financeira do INPI, apreciar e emitir pareceres sobre o orçamento, relatório e contas anuais do INPI.
Fazendo ainda parte da estrutura orgânica e funcional do INPI, temos que toda a sua atividade se encontra dispersa por três Unidades Orgânicas de Direcção Intermédia de 1.º grau, a saber:
- Direcção de Marcas e Patentes
- Direcção de Relações Internacionais e Promoção da Inovação
- Direcção de Organização e Gestão